# Реформатская церковь (Капошвар)
Реформатская церковь (венг. Református templom (Kaposvár)) — евангелически-реформатская церковь в центре венгерского города Капошвар. Выстроенная в начале XX века, она является единственной церковью реформатских верующих в этом районе государства.

## История
Реформатская церковь в Капошваре была основана в 1881 году. Первоначально их пастырский офис располагался в Фуцуте, службы в течение полутора лет проводились в здание школы на площади Кошута, а затем, в 1883 году, было арендовано строение на площади Петефи. Однако число верующих неуклонно росло, поэтому вскоре было принято решение построить отдельную собственную церковь. Начался сбор средств, в котором участвовали представители и других религий.
Первый камень в фундамент будущего здания был заложен 30 июня 1888 года, а строительство церкви, построенной на углу улиц Гонвед и Петефи на площади Бетлен, было завершено примерно через год. Освящение состоялось 18 августа 1889 года, церемонию совершил архиепископ Иштван Бегеди. Три колокола для церкви были доставлены в 1898 году из Тимишоары.
Число реформатов в Капошваре продолжало расти в конце XIX начале XX веков. К ним даже, из-за отсутствия собственной церкви, временно присоединились лютеране. Территория, на котором стояла реформатская церковь, была небольшая, поэтому не было возможности расширить и увеличить площадь здания. В начале XX века было принято решение разобрать старую церковь и построить новую, более просторную. Вновь был организован сбор средств, но на этот раз на национальном уровне и даже были взяты займы. Участок - бывший игровой сад княжеской усадьбы, был подарен прихожанам городом. Строительство началось в концетгода, а первый камень в фундамент был заложен 2 декабря 1906 года.
Здание было спроектировано архитектором местного поместья Эстерхази Эндре Мольнаром. Вознаграждений за свою работу архитектор не просил. Строительные работы выполняли рабочие из Будапешта. Башенные часы также прибыли из столицы, внутреннее оборудование - из Сомбатхей, орган из уезда Баранья, а обожженный красный кирпич, служивший внешней декоративной крышкой, из Славонии. Одновременно на стройке работали до 17 плотников и строителей лесов, более 50 каменщиков и 70 подсобных рабочих.
Прилегающий пастырский дом, который начали строить одновременно с церковью, был полностью завершен к ноябрю 1907 года, и там уже проводилось пресвитерианское собрание. В декабре 1907 года была возведена и сама церковь. Рождественское богослужение прошло уже в новом храме, а освящение состоялось 26 января следующего года. В торжественной церемонии участвовали Иштван Тиса, прибывший в город накануне поездом, писатель Кароq Этв`ш и оперный певец Эржи Шандор. В день церемонии город был украшен множеством флагов, а знаменитых гостей принял мэр Иштван Немет. Более 2000 человек приняло участие в церемонии освящения, вечерняя программа сопровождалась торжественным приёмом и музыкальным сопровождением.
Старая церковь была продана в 1908 году, затем снесена, а ее колокола перенесены в новое здание. Во время Первой мировой войны, в 1916 году, два из трех колоколов были переплавлены. Новые колокола для церкви были изготовлены в литейном цехе Чепеля акционерного общества Bell Works, установлены и освящены в апреле 1925 года.

## Особенности здания
Здание расположено в городе таким образом, что его основа по отношению к примыкающим улицам города составляет угол в 45 градусов. Вход в церковь прямо за углом, с четырьмя молодыми башнями, часами и остроконечной аркой внизу главной башни, украшенной узким иллюминатором и окном-розой. Интерьер церкви крестообразный, со сводчатыми потолками и тонко расписанными ребрами и арками. Торцевые фасады трансепта украшают большие арочные окна. Внутреннее крыльцо огибает все здание, поддерживаемое снизу узкими колоннами.
Во дворе церкви в 1908 году было посажено императорское дерево, которое к началу XXI века превратилось в самый объёмный ствол в центре города, но осенью 2014 года дерево упало.